# Cueta simplicior
Cueta simplicior is een insect uit de familie van de mierenleeuwen (Myrmeleontidae), die tot de orde netvleugeligen (Neuroptera) behoort. 
Cueta simplicior is voor het eerst wetenschappelijk beschreven door Navás in 1934.